# Ranxeria Santa Rosa
La ranxeria Santa Rosa és la reserva índia de la tribu reconeguda federalment Comunitat índia Santa Rosa de la ranxeria Santa Rosa. Es troba a 7.25 km al sud-est de Lemoore (Califòrnia). Establida en 1934 amb uns 40 acres (16,2 hectàrees), la ranxeria Santa Rosa pertany a la tribu dels Tachi yokuts. Hi ha la seu del Tachi Palace Hotel & Casino. La població era de 517 habitants segons el cens dels Estats Units del 2000 i ha augmentat a 652 segons el cens dels Estats Units del 2010. En 2010, 288 residents (44,2% del total) tenien menys de 18 anys i 29 (4,4%) tenien més de 65 anys.
Ruben Barrios fou elegit cap tribal en 2009. L'anterior cap tribal, Clarence Atwell Jr., va mantenir aquesta posició durant 42 anys i va morir en 2013.
La ranxeria Santa Rosa es va expandir durant els anus a 643 acres (260 hectàrees) a començaments de 2008. El 28 de maig de 2008, l'aleshores cap tribal Clarence Atwell Jr. i Dale Morris, Director de la Regió Pacífic de la Bureau of Indian Affairs, signaren documents que hi afegien uns 1.163 acres (471 hectàrees) més de terra en fideïcomís, engrandint la ranxeria a 1.806 acres (731 hectàrees).